# Socratea salazarii
Socratea salazarii là loài thực vật có hoa thuộc họ Arecaceae. Loài này được H.E.Moore miêu tả khoa học đầu tiên năm 1963.